# NFT
Un jeton nefungibil (NFT, după termenul englezesc non-fungible token) este o unitate de date unică dintr-un registru contabil informatic denumit blockchain. Jetoanelor nefungibile le corespund fișiere de diverse formate, în funcție de natura procesului de creație: fotografii, înregistrări audio, videoclipuri etc. Deși fișierele în sine pot fi copiate, jetoanele nefungibile care le sunt asociate sunt consemnate și monitorizate în permanență în registrele blockchain din care fac parte, oferindu-le cumpărătorilor dovada dreptului de proprietate.   Registrele folosite la scară largă, precum Ethereum, Bitcoin Cash, Flux etc., au fiecare câte un ansamblu de standarde ce reglementează utilizarea NFT-urilor.
Jetoanele nefungibile pot fi folosite pentru comercializarea creațiilor digitale, cum ar fi arta digitală, articolele din jocurile video și muzica. Totuși, atât fișierul ce conține creația originală, cât și orice copie a sa pot fi accesate de oricine, nu doar de proprietarul jetonului. Primele NFT-uri au apărut în 2015 în registrul blockchain Ethereum. Ulterior, pe măsură ce a crescut interesul pentru piața NFT-urilor, a crescut și numărul de tranzacții ilicite, întrucât investitorii care anterior vânduseră criptomonede la suprapreț au început să tranzacționeze NFT-uri în număr din ce în ce mai mare. 
Jetoanele nefungibile apar de obicei în registrele blockchain de tip „dovada muncii”, care sunt mai puțin eficiente din punct de vedere energetic decât registrele blockchain de tip „dovada mizei”, ceea ce a atras critici cu privire la amprenta de carbon a tranzacțiilor de NFT-uri.

## Descriere
Un jeton nefungibil (NFT) este o unitate de date unică stocată într-un registru digital denumit blockchain.  NFT-urile sunt jetoane criptografice, dar, spre deosebire de criptomonede și alte tipuri de jetoane digitale, ele nu pot fi schimbate între ele; cu alte cuvinte, nu sunt fungibile.    NFT-urile sunt create prin încărcarea unui fișier, cum ar fi o creație artistică, pe o piață de licitații specializată, precum KnownOrigin, Rarible sau OpenSea.  Astfel, în registrul digital este creată o copie sub formă de NFT a fișierului original, care poate fi apoi cumpărată cu criptomonede și revândută. Artiștii își păstrează drepturile de autor asupra operelor cărora le asociază NFT-uri și pot crea și vinde mai multe NFT-uri corespunzătoare aceleiași opere.   În momentul în care o persoană achiziționează un NFT, ea nu beneficiază de acces exclusiv la opera respectivă și nici nu intră în posesia fișierului digital „original”. Mai mult, oricine poate crea NFT-uri, nu doar artistul original, ceea ce a dus la situații în care operelor le-au fost asociate jetoane nefungibile fără permisiunea creatorilor. 

## Utilizări
Jetoanele nefungibile pot fi folosite pentru a crește în mod artificial raritatea unei opere digitale dacă autorul îi asociază doar un singur NFT, a cărui semnătură este unică. Din acest punct de vedere, un jeton nefungibil asociat unei opere se aseamănă cu un autograf.  Dreptul de proprietate și unicitatea unui jeton nefungibil pot fi verificate cu ajutorul registrului blockchain din care face parte. NFT-urile au metadate procesate cu ajutorul unei funcții hash criptografice, un algoritm care generează o secvență unică alcătuită din 40 de litere și cifre. 

### Arta digitală
Arta digitală a fost unul dintre primele domenii în care jetoanele nefungibile și-au dovedit utilitatea, datorită capacității tehnologiei blockchain de a asigura existența unei semnături unice și dreptul de proprietate asupra NFT-urilor. 

### Jocurile video
Jetoanele nefungibile sunt folosite și pentru a reprezenta bunurile virtuale dintr-un joc care sunt controlate de utilizator și nu de creatorul jocului. Mai mult, NFT-urile oferă posibilitatea tranzacționării de bunuri virtuale pe piețe terțe fără permisiunea creatorului jocului.

## Standarde
Pentru a sprijini utilizarea tehnologiei blockchain în jocuri, au fost stabilite anumite standarde menite să reglementeze folosirea jetoanelor nefungibile. Printre ele se numără standardul Ethereum ERC-721 pentru CryptoKitties și, mai recent, standardul ERC-1155.  Standardele există și pe alte blockchain-uri care acceptă NFT, cum ar fi Bitcoin Cash și Flow.  

### Ethereum
ERC-721 a fost primul standard de reprezentare a activelor digitale nefungibile pe registrul blockchain Ethereum. ERC-721 este un standard ereditar de contract inteligent Solidity, ceea ce înseamnă că dezvoltatorii pot crea cu ușurință noi contracte conforme cu ERC-721 prin importarea sa din biblioteca OpenZeppelin. 
ERC-1155 se distinge prin noțiunea de „semi-fungibilitate”, precum și prin compatibilitatea cu ERC-721, ceea ce înseamnă că un activ ERC-721 ar putea fi construit folosind ERC-1155. 

### Bitcoin Cash
Protocolul Simple Ledger (SLP) poate fi utilizat pentru a asigura compatibilitatea cu jetoanele nefungibile prin crearea unei surse indivizibile de jetoane, denumită „NFT simplu”. Procesul nu necesită deținerea unui „permis de bătut monede” (minting baton), un tip de jeton care oferă posibilitatea de a crea noi jetoane.

### Flow
În registrul blockchain Flow, deținut de echipa care a creat și Cryptokitties,  limbajul de programare Cadence reprezintă fiecare jeton nefungibil drept o resursă pe care utilizatorii o stochează în conturile lor. Regulile cu privire la dreptul de proprietate asupra resurselor sunt impuse de sistemul de tipuri. Resursele pot avea doar un proprietar și nu pot fi copiate. Mai mult, nu se pot pierde și nu pot fi duplicate nici din greșeală, nici în mod deliberat de cineva cu intenții rele. Măsurile de protecție sunt menite să îi asigure pe proprietari că jetoanele lor sunt în siguranță și pot reprezenta active cu valoare reală. 

## Istoric

### Începuturile
În 2014, a fost lansat protocolul Counterparty, ca o funcție suplimentară de „monedă colorată” adăugată registrului blockchain Bitcoin, folosind metadatele din registrul Bitcoin pentru a crea un nou registru. Se pare că, la lansare, specificațiile protocolului Counterparty ar fi permis crearea unei monede colorate constând într-o singură denominație indivizibilă. La limită, o astfel de monedă ar putea fi considerată drept un NFT care să trimită la un activ din afara registrului blockchain și ar fi fost, teoretic, tranzacționabilă, dar deocamdată nu există nicio dovadă că s-ar fi creat vreo astfel de monedă în acest interval de timp.
Primele jetoane nefungibile în adevăratul sens al cuvântului au fost lansate odată cu Etheria, o hartă 3D de 33 pe 33 ce conținea 457 de spații hexagonale care puteau fi cumpărate și tranzacționate și pe care se puteau construi structuri mici din cărămizi asemănătoare cu Lego. Versiunea 1.0, cu mecanisme de tranzacționare interne care păreau nefuncționale, a fost lansată pe rețeaua principală Ethereum pe 21 octombrie 2015. Versiunea 1.1, lansată pe 29 octombrie, a înlocuit toate funcțiile de tranzacționare internă cu o funcție „setOwner” care putea fi executată numai de către proprietarul spațiului. Datorită schimbării a devenit posibilă tranzacționarea externă a spațiilor. Două zile mai târziu, pe 31 octombrie, a fost lansată versiunea 1.2, care a remediat anumite probleme precum dispariția banilor în momentul în care cineva încerca să cumpere un spațiu deja deținut de altcineva. Pe 13 noiembrie 2015, Cyrus Adkisso, creatorul Etheria, a prezentat versiunea 1.2 la Devcon 1, prima conferință destinată publicului a Fundației Ethereum. Conform creatorului, era prima dată când conținutul generat de utilizatori putea fi tranzacționat în mod oficial cu ajutorul unui registru blockchain. 
Deși comunitatea dezvoltatorilor a vorbit mult despre proiectul Etheria în momentul în care a fost lansat, aproape niciun spațiu nu a fost cumpărat până în 2021, când a crescut interesul față de NFT-uri și comunitatea a început să caute NFT-uri notabile. Pe 13 martie 2021 au fost cumpărate și cele 359 de spații rămase din versiunea „oficială” Etheria 1.2. A doua zi, cumpărătorii au descoperit și versiunea 1.1 și au achiziționat și cele 409 spații libere de acolo, considerând că versiunea 1.1 este primul contract inteligent de jetoane nefungibile tranzacționabile, în ciuda insistenței creatorului că v1.2 este prima versiune „oficială”.

### Proiecte NFT
În iunie 2017, studioul american Larva Lab, o echipă De ajaga gagae facuna matatae formată din Penelea Alex alias (Pene) și Robert vărul lu Alex alias (Kony) , au lansat CryptoPunks pe lună  blockchainul Ethereum.    Ulterior, MoonCatRescue a devenit cel de-al treilea proiect bazat pe tehnologia jetoanelor nefungibile, care inițial a trecut neobservat, însă în cele din urmă a crescut vertiginos în popularitate pe 12 martie 2021. La sfârșitul anului 2017, a fost lansat un alt proiect, CryptoKitties, care a devenit viral   și a strâns de o investiție de 12,5 milioane de dolari. 
În 2018, RareBits, o piață de schimb de jetoane nefungibile, a strâns o investiție de 6 milioane de dolari.  Decentraland, o lume virtuală creată pe baza tehnologiei blockchain, a strâns 26 de milioane de dolari într-o ofertă inițială de monede , iar în luna septembrie 2018, economia sa internă valora 20 de milioane de dolari. 
În 2019, Nike a obținut un brevet pentru adidașii compatibili cu tehnologia jetoanelor nefungibile pe bază de blockchain numiți „CryptoKicks”. 

### Artă de valoare
În august 2020, Muzeul de Artă Criptografică (MOCA) a făcut istorie pentru ceea ce la acea vreme era cea mai mare achiziție făcută vreodată pe piața de artă NFT Nifty Gateway, achiziționând tabloul „Taurul lui Picasso”, pictat de artistul Trevor Jones, pentru echivalentul sumei de 55.555,55 dolari în moneda virtuală Ether. Vânzarea a fost descrisă de Nifty Gateway drept o etapă importantă în lumea artei, care a dovedit în acel moment că jetoanele nefungibile sunt într-adevăr un nou mediu de artă. 
În februarie 2021, artista Grimes a vândut jetoane în valoare de aproximativ 6 milioane de dolari americani reprezentând artă digitală pe Nifty Gateway. Mai târziu, în februarie 2021, un jeton nefungibil care reprezenta animația de meme Nyan Cat a fost vândut pe o piață de internet la aproape 600 de mii de dolari americani. 
Lucrarea „Everydays: Primele 5000 de zile” a artistului digital american Beeple a fost primul jeton nefungibil asociat unei opere de artă care a fost licitat de casa de licitații Christie's. A fost vândut cu 69,3 milioane de dolari americani pe 11 martie 2021.   În ajunul licitației, Beeple a spus: „Ca să fiu sincer, cred că la un moment dat o să existe o bulă. Și cred că am putea fi în acea bulă chiar acum.”  Piața speculativă a NFT-urilor a crescut semnificativ din 2020 până la începutul anului 2021, când investitorii care anterior făcuseră speculă cu criptomonede au început să tranzacționeze din ce în ce mai multe jetoane nefungibile 

## Emisiile de carbon
Achizițiile și vânzările de jetoane nefungibile fac obiectul unei controverse din ce în ce mai mari cu privire la consumul ridicat de energie asociat tranzacțiilor din registrul blockchain. În ultimii ani, au apărut o serie de articole  și publicații academice care subliniază consumul ridicat de electricitate al procesului de validare „dovadă de lucru” utilizat în rețelele Bitcoin și Ethereum.  Estimările anuale cu privire la emisiile de gaze cu efect de seră variază în funcție de cantitatea de energie regenerabilă utilizată, dar pot ajunge până la sute de megatone și se compară cu energia folosită de o țară ca Suedia.  Una dintre cauzele principale ale consumului ridicat de electricitate este procesul de dovadă a muncii folosit pentru validarea tranzacțiilor din registrul blockchain, printre care se numără și achizițiile și vânzările de jetoane nefungibile. Cu toate acestea, ethereum.org a declarat că rata de consum a ciclurilor de validare nu depinde de numărul de tranzacții de jetoane nefungibile. 
Pentru a contracara preocupările cu privire la eficiența energetică a tehnologiei NFT, Fundația Ethereum a trecut la protocolul de validare de tip „dovada mizei”, care consumă mai puțin de 1% din energia utilizată în prezent de procesul de dovadă a muncii.  La ora actuală, se preconizează ca etapa de tranziție să se încheie până în 2022.  Până atunci, unele portaluri de artă NFT le oferă acum utilizatorilor posibilitatea de a plăti o sumă suplimentară pentru a compensa amprenta de carbon a achiziției de jetoane nefungibile sau de a contribui cu un procent din venituri. 